# قرار مجلس الأمن التابع للأمم المتحدة رقم 1847
قرار مجلس الأمن التابع للأمم المتحدة رقم 1847 المتخذ بالإجماع في 12 ديسمبر 2008.

## القرار
في معرض الإعراب عن دعمه الكامل لقوة الأمم المتحدة لحفظ السلام في قبرص، قرر مجلس الأمن تمديد ولاية البعثة حتى 15 حزيران / يونيو 2009.
باعتماد القرار 1847 (2008) بالإجماع، بموجب الفصل السابع من ميثاق الأمم المتحدة، رحب المجلس ببدء مفاوضات كاملة في 3 أيلول / سبتمبر وبآفاق التوصل إلى تسوية شاملة ودائمة، وحث على الاستغلال الكامل لتلك الفرصة والمحافظة على الجو الحالي من الثقة وحسن النية.
وبموجب أحكام القرار، دعا المجلس الجانبين إلى مواصلة الانخراط، على سبيل الاستعجال وبالتشاور مع قوة الأمم المتحدة، بشأن ترسيم المنطقة العازلة ودعا الجانب القبرصي التركي والقوات التركية إلى إعادة القوات المسلحة في ستروفيليا إلى الوضع الذي كان قائماً هناك قبل 30 يونيو 2000.

## روابط خارجية
- نص القرار في undocs.org